# Ajman (emirat)
Emiratet Ajman (arabisk: مارة عجمان; tr. Imārat ʿAǧmān) er et emirat på østkysten af den Arabiske Halvø og et af de syv emirater, der indgår i Forenede Arabiske Emirater. Det har et areal på 259 km2
og et befolkningstal på 504.836 (2017) indbyggere, hvad der gør det til det arealmæssigt mindste af emiraterne. Emiratet omfatter hovedstaden Ajman, og en række mindre byer og eksklaver som Manama og Masfut. Indtil 1971 var Ajman et britisk protektorat. Det har været regeret af Humaid bin Rashid al-Nuaimi siden 1981.

## Eksterne links
- Wikimedia Commons har flere filer relateret til Ajman (emirat)

25°24′N 55°30′Ø / 25.4°N 55.5°Ø